# Kennedy Stewart
Pour les articles homonymes, voir Stewart.
Kennedy Stewart, né le 8 novembre 1966 à Halifax, est un enseignant universitaire et un homme politique canadien. Membre du Nouveau Parti démocratique, il est maire de Vancouver de 2018 à 2022.

## Biographie
Il est élu à la Chambre des communes sous la bannière NPD lors des élections fédérales canadiennes de 2011 dans le comté de Burnaby—Douglas. Il est réélu en 2015 dans la circonscription de Burnaby-Sud.
Le 10 mai 2018, il annonce sa décision de se porter candidat à la mairie de Vancouver. Le 14 septembre suivant, il démissionne de son mandat parlementaire. Il est élu maire le 20 octobre et entre en fonction le 5 novembre.
Candidat pour un nouveau mandat, il est battu lors de l'élection du 15 octobre 2022 par Ken Sim.